# Repubblica Corsa
La Repubblica Corsa fu uno Stato sovrano istituito nel novembre 1755 in Corsica, quando Pasquale Paoli proclamò l'indipendenza dell'isola dalla Repubblica di Genova. Lo stesso Paoli stilò la Costituzione della Corsica, revocata dai francesi quando conquistarono l'isola nel 1769, che fu la prima costituzione al mondo scritta secondo i principi dell'Illuminismo, e comprendeva la prima implementazione del suffragio femminile. La repubblica creò una propria amministrazione, una propria magistratura e un proprio esercito.

## Premesse

### Primi moti rivoluzionari
A parte alcuni brevi ed isolati periodi, la Corsica faceva parte della Repubblica di Genova dal 1284, quando era stata sottratta alla Repubblica di Pisa con la vittoria genovese nella Battaglia della Meloria. Malgrado la sottomissione, la società corsa rimase sempre ostile al feudalesimo. Nel XVIII secolo, con l'avvento dell'Illuminismo, gli ideali corsi di indipendenza si acuirono e nel 1729 vi furono i primi moti rivoluzionari, favoriti dalle gravi condizioni economiche in cui versavano gli isolani e dal modo dispotico con cui i genovesi governavano. In marzo fu saccheggiata Bastia e in novembre i patrioti nominarono comandanti Luiggi Giafferi, Andrea Ceccaldi, l'abate Raffaelli e Giacinto Paoli, padre di Pasquale.
Genova non riuscì a controllare la sommossa e chiamò in aiuto le truppe dell'imperatore tedesco Carlo VI, che sbarcarono sull'isola nel 1731. La guerriglia continuò fino al 1736, quando le truppe imperiali firmarono una tregua con i ribelli accordando loro delle concessioni garantite dall'imperatore. Gli accordi non furono rispettati dai genovesi e gli scontri ripresero. Nel gennaio del 1735, l'avvocato corso Sebastiano Costa scrisse un abbozzo di costituzione per un nuovo Stato indipendente.

### Regno di Corsica
Alcuni esuli corsi incontrarono il militare ed avventuriero tedesco Theodor Stephan von Neuhoff, che offrì alla causa isolana il proprio appoggio e quello delle truppe del Bey di Tunisi Abu l-Hasan 'Ali I. In cambio, in caso di successo, chiese di essere nominato re del nuovo Stato. Sbarcò con le truppe tunisine nel marzo 1736 sull'isola, il mese successivo istituì la monarchia costituzionale con capitale a Cervione ed assunse il nome regale Teodoro I. Dopo un periodo in cui estese l'influenza dei corsi nell'interno dell'isola, la propaganda genovese che lo denigrava e la mancanza di sbocchi sul mare, controllati dai genovesi, da cui far partire le merci prodotte, lo costrinsero a lasciare l'isola in cerca di aiuti nel novembre del 1736, ponendo di fatto fine al regno. Von Neuhoff avrebbe tentato invano di riprendere il potere negli anni successivi.
La lotta indipendentista comunque non cessò, e a partire dal 1737 i genovesi si avvalsero dell'aiuto dei francesi i quali, comandati dal marchese di Maillebois, riuscirono a porre fine alla rivolta nel 1740. I capi della ribellione furono esiliati ed in particolare Giacinto Paoli si rifugiò a Napoli con il figlio Pasquale. Negli anni successivi, i francesi governarono l'isola per conto dei genovesi, cercando invano di venire incontro alle esigenze dei nazionalisti corsi, che trovarono appoggio ed aiuti dal Regno di Sardegna. Nel conflitto che contrappose Genova al Regno di Sardegna, combattuto nel quadro della guerra di successione austriaca, i patrioti corsi appoggiarono i torinesi.

## Fondazione

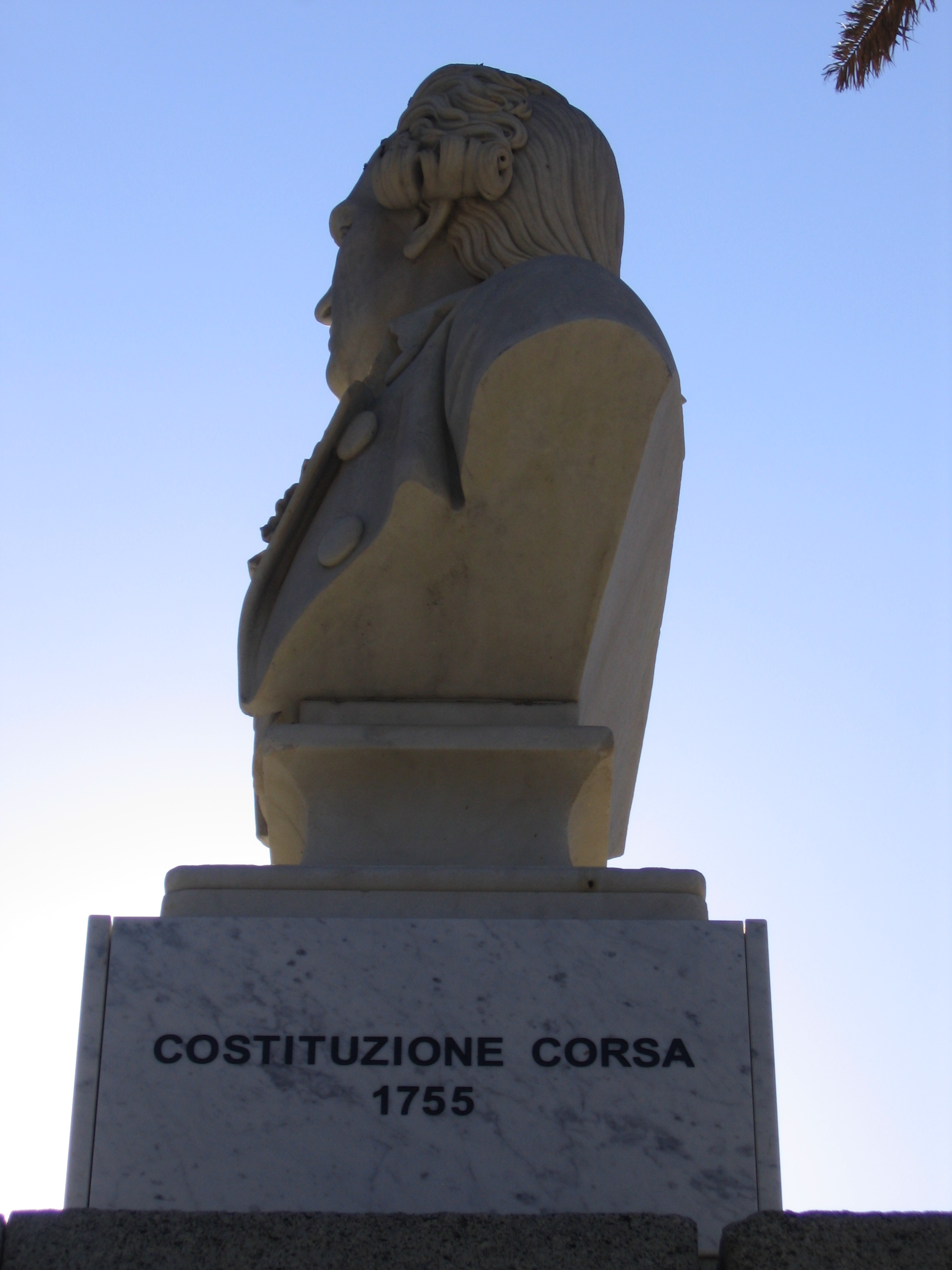
Busto di Paoli all'Isola Rossa con l'anno di entrata in vigore della Costituzione della Corsica

Nel 1752, i patrioti corsi rifiutarono le riforme proposte dal governatore francese e incaricarono Gian Pietro Gaffori di dar vita a un governo alternativo. L'anno seguente Gaffori fu assassinato e la reggenza del governo provvisorio fu affidata a Clemente Paoli, il quale invitò Pasquale Paoli a ritornare in patria. Pasquale aveva passato la gioventù a Napoli ed era entrato nell'Esercito napoletano insieme al padre Giacinto, ed aveva sviluppato la propria educazione umanista sotto gli insegnamenti del filosofo Antonio Genovesi. Tornato in Corsica nel 1755, in aprile Paoli si presenta all'assemblea nazionale corsa come deputato di Morosaglia e, in luglio, fu eletto generale in capo della Nazione Corsa alla nuova assemblea tenuta al Convento di Sant'Antonio di Casabianca.
Uno dei primi obiettivi che si posero i capi degli insorti fu la formulazione della Costituzione della Corsica del 1755, che venne elaborata nei mesi successivi all'insediamento del governo per essere approvata dall'assemblea costituente e promulgata in novembre. La nuova costituzione si basava sulla struttura istituzionale concessa e scarsamente rispettata dai genovesi, perfezionandola e migliorandola. Pur dovendo adeguarsi alla situazione d'emergenza, di isolamento geografico, di guerra e di assenza di un vero riconoscimento internazionale del nuovo Stato che essa istituiva e regolava, contribuì a rendere Paoli molto popolare negli ambienti illuminati di tutt'Europa e tra i coloni insediati sulle coste atlantiche dell'America del Nord, insorti che pochi anni dopo avrebbero dato vita agli Stati Uniti d'America e alla loro Costituzione promulgata nel 1787.
La Costituzione còrsa attirò l'attenzione di tutta Europa per la sua eccezionale carica innovativa e in seguito Paoli chiese la collaborazione di Jean-Jacques Rousseau per perfezionarla. Il filosofo ginevrino avrebbe quindi scritto nel 1764 il suo Progetto di costituzione per la Corsica.
Sempre nei primi mesi di vita della Repubblica, il nuovo governo dovette affrontare una lunga lotta contro i dissidenti guidati da Emanuele Matra, appoggiati dai francesi e contrari all'elezione di Paoli, riuscendo a sottometterli in novembre. Matra fu esiliato ma gli aderenti al suo movimento continuarono per diversi anni ad opporsi con le armi alla Corsica di Paoli.

## Riforme e ostilità contro i genovesi
Dopo una serie di fortunate azioni militari, Paoli scacciò i genovesi da tutta l'isola tranne che da alcune cittadine costiere. Si mise dunque al lavoro per organizzare il governo, introducendo molte riforme. Fondò la prima università dell'isola nella capitale Corte. Creò nel 1757 l'"Ordine di Santa Devota", che ebbe vita breve, in onore della patrona dell'isola Santa Devota.
Fu formato un parlamento nazionale, chiamato Dieta, composto da delegati eletti in ogni distretto ed in carica per tre anni. Il suffragio venne esteso a tutti gli uomini d'età superiore a 25 anni. Tradizionalmente, le donne avevano sempre votato nelle elezioni di villaggio per l'elezione del podestà, dei membri del consiglio degli anziani, e di ufficiali locali, e si ritiene che esse ebbero il diritto al voto anche nelle elezioni nazionali durante la repubblica.
La Repubblica coniò nel 1761 a Murato le proprie monete, sulle quali era incisa la Testa Mora, simbolo tradizionale della Corsica. Tra le riforme in campo economico vi fu la bonifica dei terreni paludosi, attuata con l'introduzione di diverse colture, tra cui quella della patata, e lo sviluppo della marina mercantile, attuato anche in funzione anti-genovese. Le procedure relative all'ordinamento giudiziario furono sveltite. In campo militare, la repubblica ottenne diversi successi sul mare contro i genovesi e fu in grado di respingere le offerte di pace che gli stessi genovesi fecero nel 1761.
Le idee di Paoli in merito a indipendenza, democrazia e libertà ottennero il sostegno di filosofi come Jean-Jacques Rousseau, Voltaire, Raynal e Mably. La pubblicazione nel 1766 del libro An Account of Corsica di James Boswell rese Paoli famoso in tutta Europa. La repubblica ottenne il riconoscimento diplomatico da parte del Bey di Tunisi.

## Invasione francese
I genovesi ritennero l'isola ingovernabile e chiesero aiuto ai francesi che, in virtù del Trattato di Compiègne dell'agosto 1764, sbarcarono sull'isola e sostituirono i genovesi nelle località che non erano ancora cadute nelle mani dei corsi. L'evento scatenò le proteste degli isolani, che reclamarono il proprio diritto all'indipendenza e continuarono le incursioni contro i genovesi. L'ultima impresa della Marina militare repubblicana fu l'occupazione dell'isola di Capraia nel 1767. Fiaccata da 40 anni di conflitti con gli isolani, Genova vendette i propri diritti sulla Corsica alla Francia con il trattato di Versailles del 1768.
I combattenti còrsi difesero strenuamente la repubblica dall'ingerenza francese ma, nonostante l'aiuto che ricevettero dalla Gran Bretagna, non riuscirono a conservare l'indipendenza. Già fiaccati dalla battaglia di Borgo del 1768, dovettero soccombere nel maggio del 1769 nella battaglia di Ponte Nuovo a forze enormemente superiori al comando del conte de Vaux. Dopo la sconfitta, Paoli fu costretto a rifugiarsi in Gran Bretagna. Nei mesi che seguirono, i francesi consolidarono il controllo sull'isola, che nel 1770 formalmente divenne una provincia francese.

## Esito
La caduta della Corsica venne accolta con disappunto dal Regno di Gran Bretagna, principale alleato e sostenitore della Repubblica Corsa; l'isola era considerata di vitale importanza per gli interessi di Londra nel Mediterraneo Occidentale e la sua conquista da parte dei francesi venne giudicata un fallimento del governo britannico. Un certo numero di esuli corsi combatté per i britannici durante la Guerra d'indipendenza americana, in particolare distinguendosi durante il grande assedio di Gibilterra.
L'aspirazione all'indipendenza, insieme a molti dei principi democratici della Repubblica Corsa, furono ravvivati da Paoli nel Regno Anglo-Corso del 1794-1796. In quell'occasione, le forze navali e terrestri britanniche furono schierate invano a difesa dell'isola, che cadde nuovamente sotto il controllo dei francesi.
Alcuni gruppi separatisti locali, come il Fronte di Liberazione Nazionale Corso, tuttora reclamano il diritto all'indipendenza e si battono per il ripristino della repubblica isolana.